# Белолобый гульман
Белолобый гульман (лат. Trachypithecus laotum) — вид приматов из семейства мартышковых. Встречается в Лаосе.

## Классификация
Генетически Trachypithecus ebenus и Trachypithecus hatinhensis очень близки белолобому гульману, поэтому некоторые приматологи считают их подвидами последнего.

## Распространение
Встречаются в провинциях Кхаммуан и Борикхамсай в Лаосе. Имеются неподтверждённые документально свидетельства встречи с белолобыми гульманами к северу от реки Намтхын.

## Поведение
Населяют известняковые холмы и горные склоны, где ведут полудревесный образ жизни. Активны днём.

## Статус популяции
Международный союз охраны природы присвоил этому виду охранный статус «Уязвимый», поскольку по оценкам 2008 года считается, что численность популяции сократится более чем на 30 % за следующие 36 лет (3 поколения). Основные угрозы — разрушение среды обитания и охота.